# Za Potok

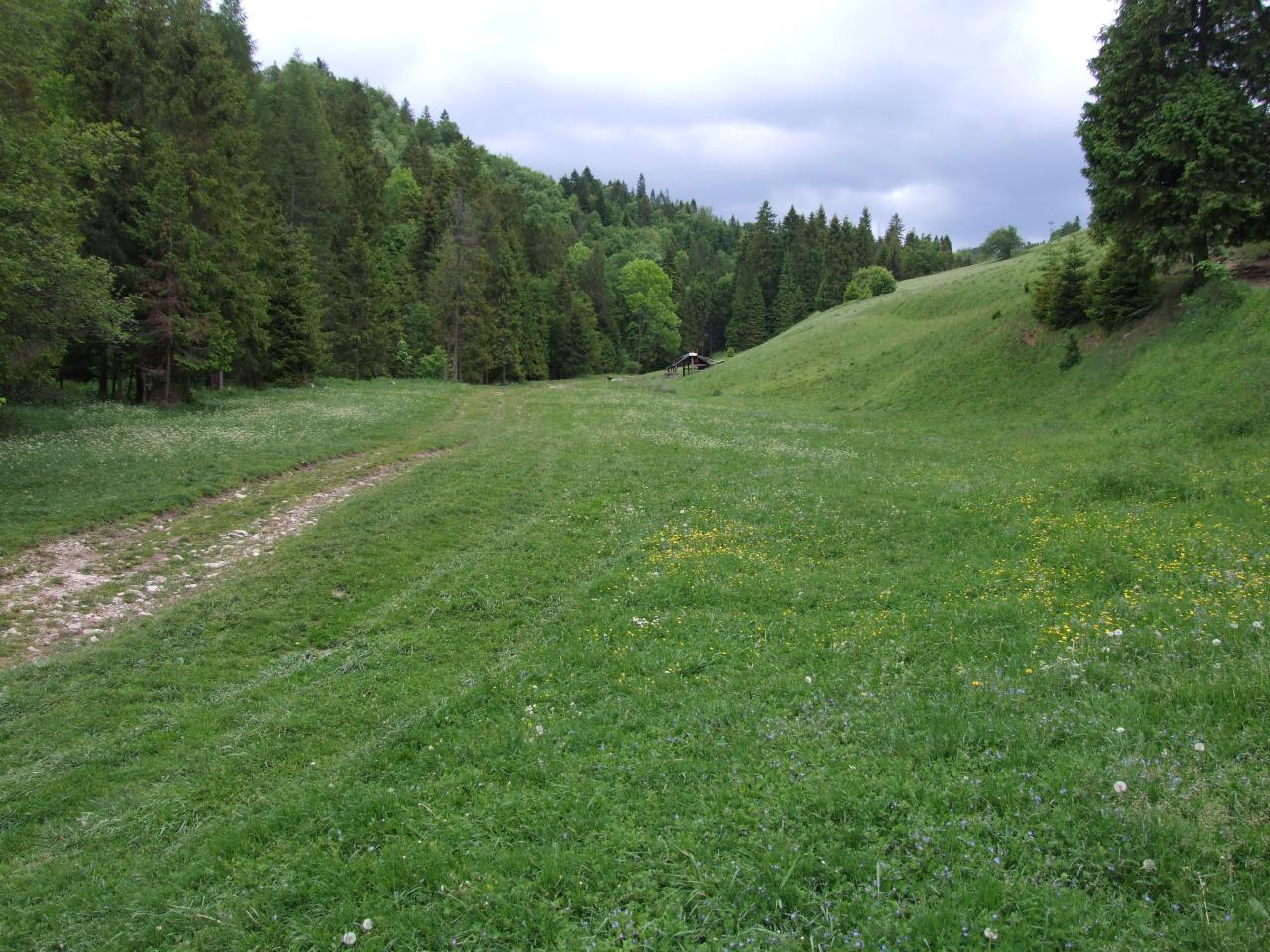
Za Potok

Za Potok, Rówienki – położona na wysokości ok. 720 m n.p.m. niewielka rówień w Jaworkach w Małych Pieninach. Znajduje się u stóp Pawłowskiej Góry (840 m n.p.m.), przy skraju lasu, w rozszerzeniu doliny potoku Kamionka (Homole). Powyżej niej znajduje się stroma trawiasta skarpa, za którą ciągnie się aż po sam grzbiet Małych Pienin Polana pod Wysoką. Na polanie Za Potok w sezonie wakacyjnym działa baza namiotowa pod Wysoką. Oferuje turystom tanie noclegi w polowych warunkach, w atrakcyjnym miejscu w środku Małych Pienin. Prowadzona jest przez Studenckie Koło Przewodników Beskidzkich w Łodzi, pod opieką PTTK.
Rówień należała do nieistniejącej już wsi Biała Woda, obecnie znajduje się w granicach wsi Jaworki w województwie małopolskim, w powiecie nowotarskim, w gminie Szczawnica.
Szlak turystyki pieszej
 Jaworki – Wąwóz Homole – Dubantowska Polana – Jemeriska – Za Potok – Polana pod Wysoką – Wysokie Skałki. Czas przejścia 1 h 45 min, z powrotem 1 h 15 min
Szlak konny
 – pętla z Jaworek obok Jemeriskowych Skał, przez Polanę pod Wysoką, Watrisko, Wierchliczkę, przełęcz Rozdziele i rezerwat przyrody Biała Woda.